# 朱厄爾村 (印地安納州)
朱厄爾村（英語：Jewell Village）是位於美國印地安納州巴塞洛繆縣的一個非建制地區。該地的面積和人口皆未知。

## 地理
朱厄爾村的座標為39°11′55″N 85°50′59″W / 39.19861°N 85.84972°W，而該地的平均海拔高度為200米（即656英尺）。